# Clossiana disconotata
Clossiana disconotata är en fjärilsart som beskrevs av Krulikovski 1909. Clossiana disconotata ingår i släktet Clossiana och familjen praktfjärilar. Inga underarter finns listade i Catalogue of Life.